# بيل هنتر (لاعب كرة قدم)
بيل هنتر (بالإنجليزية: Bill Hunter)‏ (16 أغسطس 1900 في المملكة المتحدة - ) هو لاعب كرة قدم بريطاني في مركز الدفاع. لعب مع برمنغهام سيتي وغريمسبي تاون وكوفنتري سيتي ونادي توركي يونايتد ونادي والسول.